# Enquête sur l'histoire
Enquête sur l'histoire est une revue française qui traitait de sujets d'histoire. Fondée en 1991 par Dominique Venner, elle était liée à la mouvance de la Nouvelle Droite. Elle disparut en 1999.

## Description
Elle a fait appel à des auteurs universitaires comme à des anciens du GRECE ou du Front national, tels que Pierre Vial et Jean-Jacques Mourreau.
Son premier dossier (hiver 1991-1992) avait pour thème « Quarante siècles d'identité française » et donnait une place centrale aux racines celtiques de la France, une France restée inchangée dans sa composition entre la fin des invasions vikings et 1914. Dans ce numéro Jean Markale rapporte que la langue gauloise provient, comme le latin, « du même moule, d'un même groupe italo-celtique issu de l'indo-européen primitif ».
Selon Jean-Yves Camus et René Monzat, sur la base du premier numéro, il s'agit là d'une revue à « prétentions historiques », d'une « entreprise de vulgarisation idéologique » reprenant les idées du GRECE.
Le directeur de publication était Gérald Penciolelli.